# Abraham Hirszowicz
Abraham Hirszowicz – kupiec, faktor króla Stanisława Augusta Poniatowskiego.
W 1791 podczas Sejmu Czteroletniego przedstawił projekt reformy ustawodawstwa wobec Żydów w duchu ich asymilacji. Postulował równouprawnienie Żydów w rzemiośle, zachęcał do zawodów rolniczych proponując oddanie nieużytków i stepów ukraińskich do zagospodarowania na własność, ograniczenia liczby rabinów, założenia przy kahałach szpitali, osadzenia w Warszawie agentów żydowskich-pośredników pomiędzy prowincją a Komisją Skarbową.